# Castelo de Kronoberg
O Castelo de Kronoberg (em sueco Kronobergs Slott) é uma antiga fortificação em ruínas, erigida em meados do séc. XV, na margem sul do lago Helga, a 5 km a norte da cidade de Växjö, nessa altura perto da fronteira com a Dinamarca.

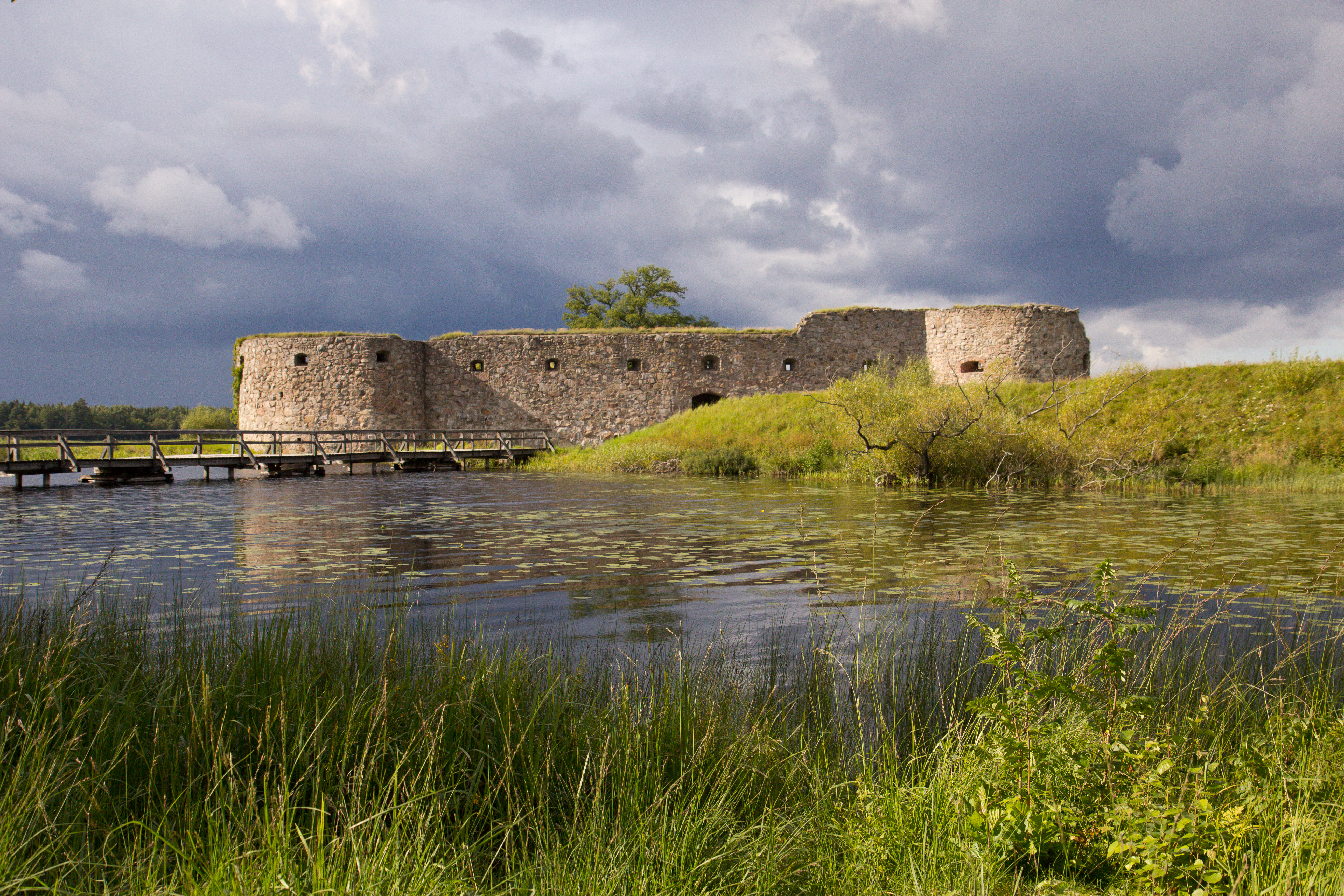
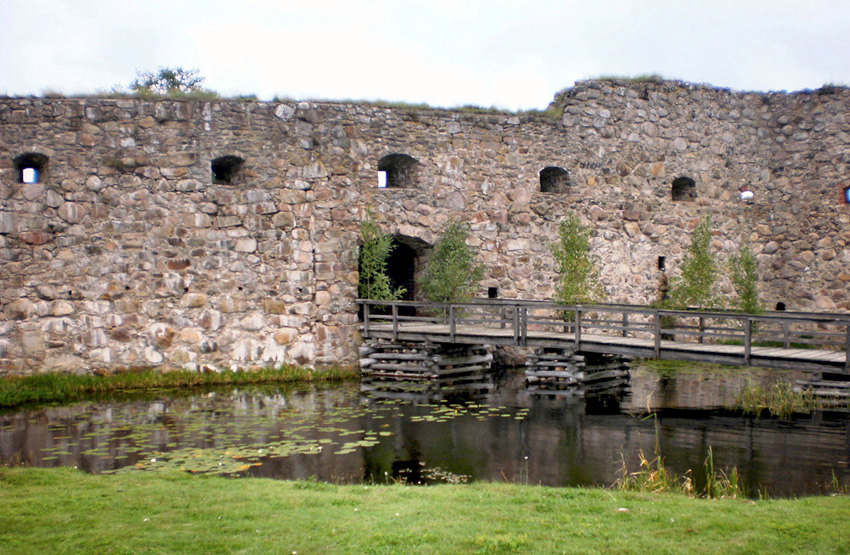
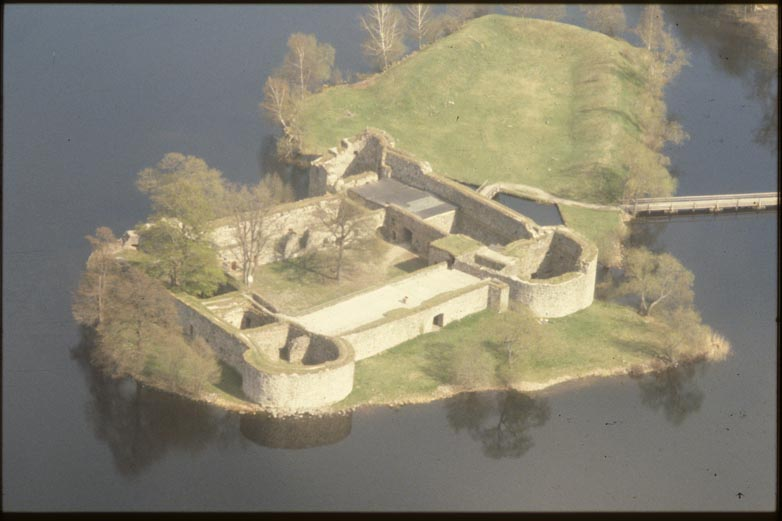